# Souad Faress
Souad Faress (* 25. März 1948 in Accra) ist eine ghanaische Schauspielerin irisch-syrischer Abstammung.

## Leben und Karriere
Souad Faress wurde 1948 in der ghanaischen Hauptstadt Accra als Tochter eines Iren und einer Syrerin geboren. Heute lebt sie in London.
Ihren ersten Auftritt vor der Kamera hatte Faress 1976 in zwei Episoden der BBC-Serie Ich, Claudius, Kaiser & Gott. Es folgten weitere Fernsehauftritte in Blake’s 7, Play for Tonight und Watch All Night.
Zu ihren Filmauftritten zählen Mein wunderbarer Waschsalon, Sixth Happiness und Such a Long Journey. Faress spielte weitere wiederkehrende Rollen in Coronation Street, Being April, Family Affairs, Doctors, Casualty und Hunted – Vertraue niemandem.
2016 übernahm sie die Rolle einer Dosh Khaleen-Priesterin in der erfolgreichen Fernsehserie Game of Thrones.

## Filmografie (Auswahl)
- 1976: Ich, Claudius, Kaiser und Gott (I, Claudius, Fernsehserie, 2 Episoden)
- 1977: Secret Army (Fernsehserie, Episode 1x09)
- 1979: Blake’s 7 (Fernsehserie, Episode 2x04)
- 1979: Play for Today (Fernsehserie, Episode 9x15)
- 1980: Watch All Night (Fernsehserie, 5 Episoden)
- 1985: Mein wunderbarer Waschsalon (My Pretty Laundrette)
- 1987: Inspektor Morse, Mordkommission Oxford (Inspector Morse, Fernsehserie, Episode 1x01)
- 1988: South of the Border (Fernsehserie, Episode 1x02)
- 1993: Picknick am Strand (Bahji on the Beach)
- 1997: Sixth Happiness
- 1998: Such a Long Journey
- 2000–2006: The Bill (Fernsehserie, 3 Episoden)
- 2001: Coronation Street (Fernsehserie, 3 Episoden)
- 2002: Der Preis des Verbrechens (Trial & Retribution, Episode 5x01)
- 2002: Being April (Fernsehserie, 6 Episoden)
- 2003–2011: Casualty (Fernsehserie, 6 Episoden)
- 2003: Strange (Fernsehserie, Episode 1x06)
- 2004–2012: Doctors (Fernsehserie, 4 Episoden)
- 2005: No Angels (Fernsehserie, Episode 2x07)
- 2005: Family Affairs (Fernsehserie, 15 Episoden)
- 2008–2014: Holby City (Fernsehserie, 3 Episoden)
- 2009: Law & Order: UK (Fernsehserie, Episode 1x06)
- 2010: Silent Witness (Fernsehserie, 2 Episoden)
- 2012: Hunted – Vertraue niemandem (Hunted, Fernsehserie, 6 Episoden)
- 2013: Pat & Cabbage (Fernsehserie, Episode 1x03)
- 2014: Vera – Ein ganz spezieller Fall (Vera, Fernsehserie, Episode 4x03)
- 2016: Game of Thrones (Fernsehserie, 2 Episoden)
- 2016: Bridget Jones’ Baby
- 2017: Sense8 (Fernsehserie, Episode 2x07)
- 2018: Christopher Robin
- 2019: Hi, ich bin Miri (Back to Life, Fernsehserie, 3 Episoden)
- 2019: The Spy (Miniserie, Episode 1x01)
- 2020: Made in Italy
- 2021: Dune
- 2022: Sandman (The Sandman, Fernsehserie, 4 Episoden)